# Réparations allemandes de la Seconde Guerre mondiale

Division de l'Allemagne établie lors de la conférence de Potsdam.

Les réparations allemandes de la Seconde Guerre mondiale sont les indemnités de guerre que furent contraintes de payer l'Allemagne de l'Ouest et l'Allemagne de l'Est aux gouvernements alliés à l'issue de ce conflit, selon la conférence de Potsdam. D'autres nations de l'Axe furent obligées de payer des réparations de guerre en vertu du traité de paix de Paris de 1947.

## Premières propositions
Un premier plan pour l’Allemagne d'après-guerre était le plan Morgenthau avec des termes qui auraient transformé l’Allemagne en une société essentiellement agraire. Le plan français Monnet aurait transféré la région de la Ruhr à la France.

## Bénéficiaires

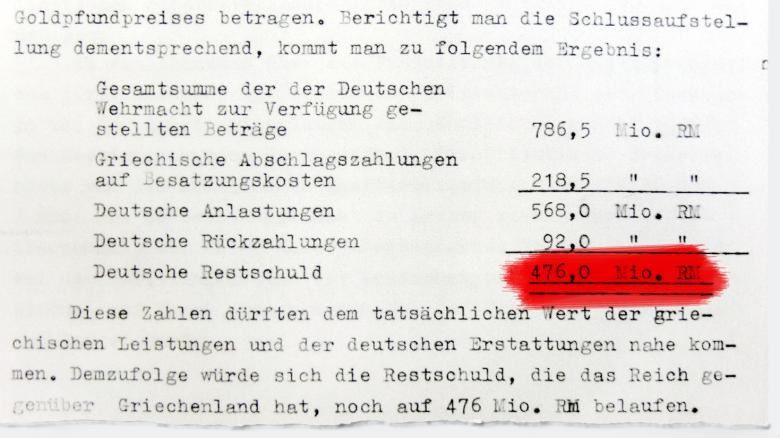
Obligations allemande en Grèce, comprise comme un acompte sur les frais d'occupation

### Israël
L'Allemagne de l'Ouest versa des réparations à Israël et au Congrès juif mondial pour les biens juifs confisqués en vertu des lois de Nuremberg, le travail forcé et les persécutions. Israël employa les réparations pour bâtir son industrie et absorber des centaines de milliers d'immigrants venus d'Europe, de l'Afrique du Nord et d'Asie. Toutefois, aucune réparation n’a été payée, dans le cadre de ces négociations, pour les Juifs tués pendant la Shoah. La part de la somme, à l'époque, astronomique, qui avait été perçue par le CJM et une très petite partie fut reversée aux héritiers des victimes.[pas clair] La plus grande partie restante fut investie dans le musée national juif américain de New-York où siège le CJM, dans des écoles juives et servit aussi à créer bien d'autres associations de défense juives.

### Les Pays-Bas
Les Pays-Bas souhaitèrent d'abord des réparations, mais préférèrent demander l'annexion d'une grande partie du territoire allemand. Ils annexèrent finalement 69 km2 en 1949, rachetés par l'Allemagne de l'Ouest en 1957.

### La Pologne
À la suite de l'agression par l'Allemagne nazie, une grande partie de la Pologne fut soumise à d’énormes destructions, de son industrie (dont 62% fut détruite), de ses infrastructures (à hauteur de 84 %) et de ses habitants (16,7 % de ses citoyens furent tués pendant la guerre). Les compensations matérielles supportées par l'Allemagne avaient été estimées à environ 525 milliards d’euros ou 640 milliards de $ de 2004. 
Le 23 août 1953, la république populaire de Pologne, sous la pression de l'Union soviétique, annonça qu'elle allait unilatéralement renoncer à son droit aux réparations de guerre de l’Allemagne de l'Est le 1er janvier 1954, à l'exception des réparations pour l'oppression et les atrocités nazies. L’Allemagne de l'Est, à son tour dut accepter la frontière Oder-Neisse. L’Allemagne de l'Ouest n'avait pas payé les réparations à des bénéficiaires non juifs pour les dommages causés en Pologne jusqu'à l'accord Gierek-Schmidt, signé en 1975, à Varsovie ; elle donna à la Pologne 1,3 milliard de DM. Après la réunification allemande, la Pologne demanda à nouveau des réparations, en réaction aux allégations formulées par les organisations allemandes de réfugiés qui demandaient des compensations pour les biens perdus. En 1992, la Fondation pour la réconciliation germano-polonaise fut fondée par les gouvernements polonais et allemand, et en conséquence l'Allemagne paya aux Polonais 4,7 milliards de złoty. Il y a un débat en cours entre experts polonais du droit international pour savoir si la Pologne a toujours le droit d'exiger des réparations de guerre, certains estimant que la déclaration de 1954 n'était pas légale.

### La Yougoslavie
La république fédérative socialiste de Yougoslavie reçut environ 36 milliards de dollars US, en équipements industriels des usines allemandes démantelées. L’Allemagne de l'Ouest versa également 8 millions de dollars au titre des réparations pour les expérimentations médicales nazies sur des citoyens yougoslaves.

### Grèce
La Grèce est occupée de 1941 à 1944, et le pays subit l'une des occupations les plus violentes et les plus destructrices en Europe.  Lors de la conférence de Paris, la Grèce se voit octroyer le droit de recevoir une compensation pour les dommages qu'elle a subis durant la guerre. 
Toutefois, afin de ne pas affaiblir l'Allemagne de l'Ouest face à la menace communiste, alors que la guerre froide débute, les États-Unis demandent à la Grèce de renoncer à ses réparations de guerre. Les réparations grecques ne sont donc pas reprises dans l'accord de Londres de 1953 et la question est reportée de façon indéfinie. Le traité de Moscou de 1990, qui scelle la réunification allemande, ne mentionne pas non plus les réparations de guerre grecques. 
En tout et jusqu'à présent, la Grèce n'a reçu de l'Allemagne (de l'Ouest) que 115 millions de deutsche marks, en 1960.
Selon le gouvernement allemand, le traité de 1990 a définitivement clos la question et l'Allemagne ne doit rien à la Grèce . Du côté grec, le sujet a été régulièrement remis sur la table, notamment par le gouvernement Tsipras . Le Parlement grec adopte en 2019 une résolution demandant au premier ministre Alexis Tsipras d'adresser officiellement une demande de réparations de guerre à l'Allemagne.
En 2021, à la veille du 80ème anniversaire de l'invasion de la Grèce par l'Allemagne, le porte-parole du ministère grec des affaires étrangères réaffirme que la Grèce ne renonce pas à ses droits sur les réparations de guerre et appelle le gouvernement allemand à accepter l'ouverture de négociations sur le sujet.

## Autres modes de paiement
À la suite de la conférence de Yalta, décision avait été prise qu’aucune réparation aux pays alliés ne serait payée en argent. Au lieu de cela, les réparations furent payées avec des actifs industriels allemands, ainsi que du travail forcé.

### Annexion de territoires
La Pologne et l'Union soviétique annexèrent des territoires allemands à l'est de la ligne Oder-Neisse, conduisant à l'expulsion de 12 millions d'Allemands. Ces territoires furent incorporés à la Pologne et à l'Union soviétique, respectivement, et repeuplés avec les citoyens de ces pays.
La France contrôla le protectorat de la Sarre de 1947 à 1956, avec l'intention de puiser dans ses mines de charbon et, éventuellement, d'annexer cette région à la France de façon permanente. Ces mêmes mines avaient été sous contrôle français de la fin de la Première Guerre mondiale jusqu'en 1935. Après les résultats d'un plébiscite, la France dut renoncer à son contrôle de la région de la Sarre, le 1er janvier 1957.
Les Pays-Bas annexèrent environ 69 km2 du territoire allemand en 1949, dont la quasi-totalité fut rendu à l’Allemagne de l'Ouest en 1957. Aux termes du traité germano-néerlandais conclu à La Haye le 8 avril 1960, l’Allemagne de l'Ouest accepta de payer aux Pays-Bas la somme de 280 millions de marks allemands à titre de compensation pour la rétrocession.

### Démontage des industries
Au début de l'occupation, les Alliés commencèrent à démanteler les restes de l'industrie allemande. Les Alliés occidentaux abandonnèrent plus tard ce plan en faveur du plan Marshall.

### Propriété intellectuelle
Les Alliés confisquèrent un nombre significatif de brevets, de droits d'auteur et de marques allemandes.